# La sirena
La sirena is een novelle uit 1958 van de Italiaanse auteur Giuseppe Tomasi di Lampedusa. Ze verscheen in 1961 postuum in boekvorm in I racconti (De verhalen). De hoofdpersoon Rosario La Ciurna, een mopperige professor en hellenist, blikt terug op drie weken van wellust die hij als jongeman beleefde met de mediterraanse sirene Lighea. Het verhaal balanceert tussen realisme en surrealisme met een dosis erotiek.

## Nederlandse vertalingen
- Giuseppe Tomasi di Lampedusa, De senator en de sirene en andere verhalen, vert. Johanna Cornelia Romein-Hütschler, 1962, 138 p.
- Giuseppe Tomasi di Lampedusa, De verhalen, vert. Yond Boeke en Patty Krone, 1997. ISBN 9789053335543

## Voetnoten
1. ↑  Palermitaanse palazzo's, De Standaard, 5 december 2020. Gearchiveerd op 9 december 2021.